# Ich mache mir Sorgen, Mama

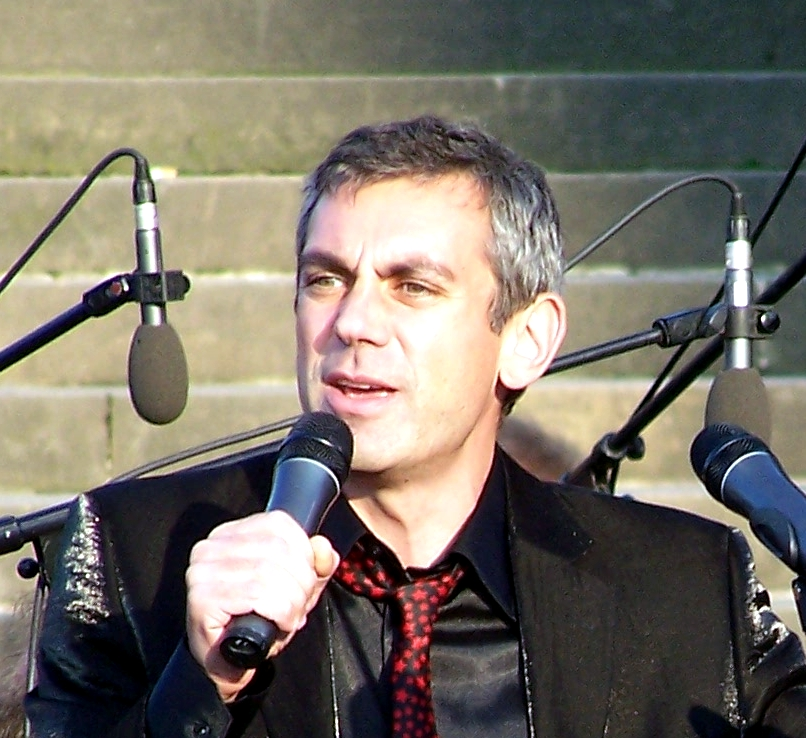
Wladimir Kaminer, 2010

Ich mache mir Sorgen, Mama ist ein Band mit humoristisch-satirischen Erzählungen des in Deutschland lebenden und schreibenden gebürtigen Russen Wladimir Kaminer. Das Buch wurde 2004 im zur Random-House-Gruppe gehörenden Manhattan-Verlag veröffentlicht. In der Tradition seiner vorangegangenen Werke Russendisko (2000), Schönhauser Allee (2001) und Mein deutsches Dschungelbuch (2004) beschrieb der Schriftsteller und Journalist darin in Alltagsgeschichten aus dem Umfeld seiner Familie die Tücken und Besonderheiten des deutschen Kultur- und Privatlebens insbesondere aus der Perspektive eines Angehörigen zweier Kulturkreise.

## Inhalt
Protagonisten der jeweils drei bis sechs Druckseiten umfassenden Geschichten sind die bereits aus den früheren Büchern des Autors bekannten Familienmitglieder, seine Frau Olga, seine beiden Kinder und seine Eltern. Mit Kindergarten und Einschulung (Ab in die Schule.) verlagert sich der Fokus seiner Erzählungen auf neue Felder.
Kaminer entlarvt die kafkaesken Bemühung der Ausländerbehörde, seinen dreijährigen Sohn Sebastian per Anschreiben darauf aufmerksam zu machen, dass er sich illegal in Deutschland aufhalte, (Sebastian und die Ausländerbehörde) indem er das Paradoxe der Situation in simplen Dialogen demaskiert: „Sie werden aber keinen Kinderpass für Ihren Sohn bekommen, weil Sie und Ihre Frau keine deutschen Staatsbürger sind. Also gilt auch Ihr Sohn als Ausländer und muss zuerst eine Aufenthaltsgenehmigung beantragen. (…) Aber er war doch noch gar nicht im Ausland, nur im Bauch seiner Mutter. Seit seiner Entbindung befindet sich Sebastian permanent in Deutschland. Selbst wenn er wollte, könnte er nicht verreisen, weil er, wie Sie ganz richtig schrieben, keinen Kinderpass besitzt.“ Die grotesken 27 Fragen des „Antrags auf Erteilung einer Aufenthaltsgenehmigung“ starten mit den zehn Fragen, die die Familienverhältnisse des Dreijährigen betreffen: seine Vorstrafen, Ex-Ehefrauen und früheren Staatsangehörigkeiten, die Kaminer schlicht mit der Bemerkung „Kind“ beantwortet. Seine folgenden lakonischen, aber letztlich wahrheitsgemäßen Antworten irritieren zwar die Sachbearbeiterin. Die hat aber als „guter Mensch und hervorragende Mitarbeiterin“ sich den „ganzen Quatsch mit den Anträgen“ laut Kaminer bestimmt nicht selbst ausgedacht und vergibt letztlich die Aufenthaltsgenehmigung für Sebastian und den Reisepass.
Bei Der Kindergeburtstag eines Kindergartenfreundes seiner Tochter Nicole entwirft Kaminer ein Parallelbild der nachdenklich über die Weltpolitik und das Nord-Süd-Gefälle diskutierenden Eltern und der Kinder, die gemeinsam versuchen die Schildkröte durch gewisse invasive Maßnahmen zu zivilisieren: „Es hatte ein ungeheurer Modernisierungsschub stattgefunden. Außer den Rädern hatte sie nun oben auf dem Panzer noch ein Segel und hinten einen kleinen Ventilator zum Steuern sowie eine durchsichtige Plastikhülle um den Kopf, die wahrscheinlich die Rolle eines Airbags spielen sollte. Sie war damit eindeutig übermodernisiert, bewegte sich nicht von der Stelle und guckte böse. Die Schildkröte lehnte demonstrativ alle Werte unserer westlichen Zivilisation ab, die Schnellbewegungsfreiheit ebenso wie alle Sicherheitsmaßnahmen. Wahrscheinlich wollte sie einfach eine ganz normale Schildkröte sein, so eine wie du und ich.“
Die Titelwahl wird bei der letzten Geschichte offensichtlich. Angesichts seiner Sorgen aufgrund der scheinbar zukunftslosen Kinder der Nacht, die entweder in seelenlosen Fastfood-Tempeln oder auf der Straße herumlungern, prophezeit er gegenüber einem Türsteher, dass die „verlorenen Kinder des Sandmännchens“ doch noch eines Tages die Stadt übernehmen werden.

## Ausgaben
- Ich mache mir Sorgen, Mama. Manhattan, München 2004, ISBN 3-442-54560-9. Taschenbuchausgabe: Goldmann Verlag, München 2006, ISBN 3-442-46182-0.

## Adaptionen
Hörbuch
- Ich mache mir Sorgen, Mama. Gelesen von Wladimir Kaminer, Random House Audio, ISBN 3-89830-773-5, 2 CD, ca. 140 min, Juni 2004.

## Rezeption

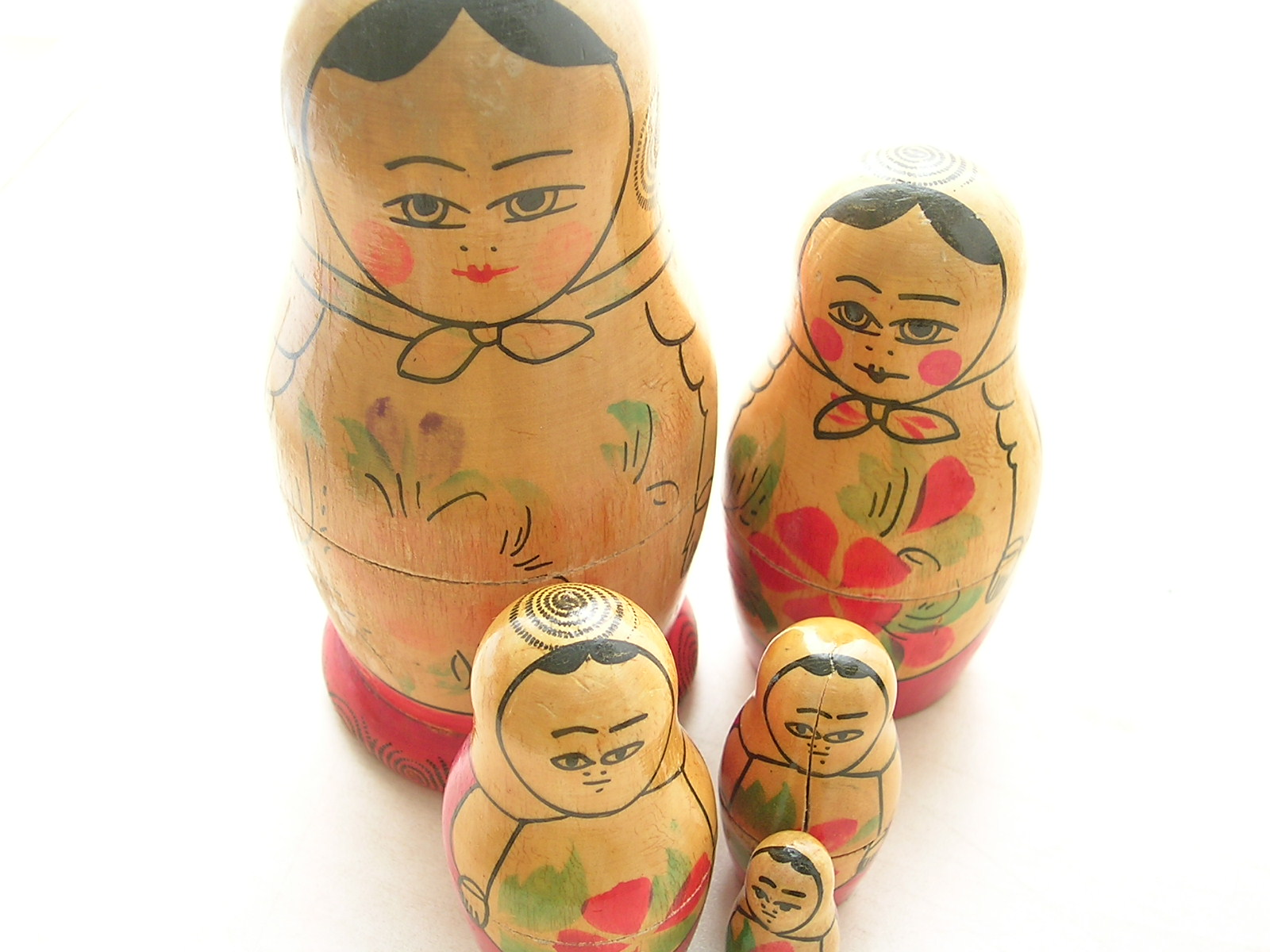
Matrjoschka-Figuren

Kurz vor der Veröffentlichung druckte Die Welt am 8. Juni 2004 vorab das erste Kapitel Deutsch für Anfänger unter dem Titel Deutsch für Anfänger. … alte Damen mit dicker Hornbrille und die Tücken dieser Sprache, ab. Darin beschrieb er angesichts seiner Konfrontation mit einer Schulklasse, der er sich in einer Frage-Antwort-Stunde vorstellen sollte, seine ersten Erfahrungen mit der deutschen Sprache. Bereits einen Tag später war Kaminer selbst Gast in Anke Late Night auf Sat.1, um das Buch vorzustellen. Am 15. Juni erschien schließlich die erste Auflage des Buches. Der Umschlag zeigt bezeichnenderweise sechs Matrjoschka-Figuren.

## Rezensionen
- „Die kurzen, unabhängigen Episoden lesen sich leicht, ohne aber anspruchslos zu sein. Kaminer bringt die Dinge auf den Punkt, indem er sie einfach beschreibt, so, wie sie sind. Eine unterhaltsame Lektüre, die einem den Blick für die Kleinigkeiten und vermeintlichen Banalitäten des Lebens offenbart. Gerne kann uns Wladimir Kaminer mit weiteren Geschichten dieser Art beglücken. Seine ersten sind es ja nicht …“[9]
- „Die Botschaft kommt immer rüber: Es geht um offensichtlich Unvereinbares, das sich dann aber doch zusammentut oder es doch zumindest versucht – denn ist eine, mit an den Panzer montierten Rädern, zivilisierte, schnelle Schildkröte wirklich glücklicher? Wohltuend kommt Kaminers geschriebene Leichtigkeit hinzu, seine wohlerzogene Art, mit der er von den Eigentümlichkeiten der verschiedenen Nischen erzählt. Er macht schmunzeln, immer wieder. Und lässt sympathisieren, mit dem Fremden. Macht neugierig.“[10]
- „Wladimir Kaminer gelingt es in ‚Ich mache mir Sorgen, Mama‘ nicht nur sich selbst, seine Familie und sein Volk auf den Arm zu nehmen, gleichzeitig hält er uns auch noch einen Spiegel vor die Nase. Was allerdings jetzt so klingt, als wäre dieses Hörbuch eine komplette Gesellschaftskritik und -analyse, ist in aller erster Linie aber eine Sammlung witziger und unterhaltsamer Geschichten aus dem Alltag eines Mannes zwischen den Kulturen.“[11]
- „In diesen hinreißend komischen Geschichten beschreibt Wladimir Kaminer den ganz normalen Wahnsinn des Alltags wieder von seiner unterhaltsamsten Seite.“[12]
- „Das Geheimnis Kaminers ist die Sanftheit seiner Satire. Er lässt, scheinbar, nur den Dingen ihren Lauf und macht kein Aufhebens davon, dass er selbst sie in Gang setzt. Er ist ein Candide der Normalität.“[13]
- „Starke Nerven sollte auf jeden Fall haben, wer Kaminer in der U-Bahn oder im Café liest, weil sich die Leute dauernd nach dem hysterischen Gekicher umdrehen werden.“[14]